# へびつかい座イータ星
へびつかい座η星（へびつかいざイータ星）は、へびつかい座の恒星で2等星。へびつかい座ではα星に次いで明るい。

## 概要
へびつかい座η星は、かつては実視等級（合成等級）が2.6等で3等星とされていたが、現在では2.42等とされており2等星とされている。
この星は、3.05等と3.27等のどちらもA型主系列星からなる実視連星だが、角距離が0.86秒角（位置角は247.5度）と小さいためアマチュア向けの望遠鏡では分離することは難しい。その実態をつかむには熟練した技術が必要である。両星は22天文単位（だいたい太陽から天王星の軌道半径に相当する距離）隔たっている。連星のうち主星（へびつかい座η星A）は伴星（へびつかい座η星B）よりわずかに高温で明るい。それぞれの星は互いの共通重心の周りを公転周期88年という長周期かつ非常に偏った長円軌道をとって回っているため正確に観測することが困難で、連星系のデータが不正確なものとなっている。

## 名称
Eta Ophiuchi, η Oph。固有名をサビク (Sabik)という。蛇遣い（ギリシア神話のアスクレーピオス）の両膝に当たるζ星 (ζ Oph) にアッ=サービク・アル=アウワル（السابق الأول, al-Sābiq al-Awwal、「第一のサービク」の意）、η星にアッ=サービク・アッ=サーニー（السابق الثاني, al-Sābiq al-Thānī、「第二のサービク」の意）というアラビア語星名が与えられていた。サビクはこのアラビア語星名に由来している。
普通の名詞（行為者名詞、いわゆる能動分詞）としてのアラビア語 سابق（sābiq, サービク） は「先行する（もの）、先行者；前の、前任の（もの）」という意味を持つ語だが、星座としての意味については諸説がある。
アメリカのアラビア語学者ジョージ・A・デーヴィス・ジュニアは「勝利者」あるいは「制圧者」を意味するとしており、へびつかい座がさそり座のほぼの真北に位置しており、両足で巨大な怪物（さそり座）を踏みつけているからだと論じている。
2016年8月21日、国際天文学連合の恒星の命名に関するワーキンググループ (Working Group on Star Names, WGSN) は、Sabik をへびつかい座η星Aの固有名として正式に承認した。